# Der gestiefelte Kater (1955)
Der gestiefelte Kater ist ein deutscher Märchenfilm aus dem Jahr 1955. Er beruht unter anderem auf dem gleichnamigen Märchen der Brüder Grimm.

## Handlung
Nach dem Tod des Müllers setzen sich seine drei Söhne zusammen, die alle für ihren Vater in der Mühle gearbeitet haben, und besprechen das Erbe. Nach der gerechten Aufteilung der vorhandenen dreißig Taler geht es anschließend um die verbliebenen Sachwerte. Der älteste Sohn Franz, der die Aufteilung des Erbes übernommen hat, beansprucht sofort die Mühle für sich und teilt dann seinen beiden Brüdern ihre Anteile zu. Hierbei erhält zunächst der Bruder Dummerjahn den Esel und noch eine Brezel dazu. Heinrich, der andere Bruder, erhält den Kater Hinz, der von Franz als „das teuerste Erbe unseres Vaters“ bezeichnet wird. Während Dummerjahn mit der Aufteilung einverstanden ist, kritisiert Heinrich das Vorgehen von Franz: „Schon als Kind hast Du immer alles haben wollen und das Wort Teilen hast Du nicht gekannt“. Dann werden die beiden Brüder von Franz genötigt, die Mühle zu verlassen. Während Dummerjahn zufrieden und zuversichtlich „nach Norden“ zieht, verlässt Heinrich die Mühle im Streit. Kater Hinz wird anschließend von Franz verjagt. Auf der Flucht vor Franz kippt er diesem einen Sack Mehl über den Kopf und holt Heinrich ein, der traurig auf einer Wiese sitzt. Dabei bemerkt Heinrich, dass der Kater Hinz auf zwei Beinen gehen und sprechen kann. Hinz erläutert, dass er vom Müller das Sprechen gelernt habe und zudem Heinrich helfen soll „als wenn Ihr ein Graf wäret“, denn sein Vater habe Franz‘ Verhalten vorausgesehen. In einer Burg im Wald oberhalb der Wiese schnarcht unterdessen der Zauberer Saufdichvoll so laut, dass Heinrich und Hinz es unten hören. Zudem schwankt das Mobiliar und die Seiten der Bücher des Zauberers blättern sich durch das heftige Schnarchen von selbst um. Ein neugieriger Junge, der sich in das Arbeitszimmer des Zauberers geschlichen hat, wird von diesem gefangengesetzt und damit bedroht, in einen Baum verwandelt zu werden, um den Gartenteich des Zauberers zu verzieren.
Hinz bittet den Müllerssohn, ihm ein Paar Stiefel zu kaufen. Dann werde er ihm mit Glück und Reichtum danken. Er bekommt die Stiefel. Der gestiefelte Kater wandert ins Reich von König Wonnebald und seiner Tochter Rosine. Zunächst zögert der Wächter am Schlagbaum ihn über die Grenze zu lassen, denn der König wolle „keine Katzen mehr sehen“. Doch mit dem Hinweis, er sei ein Kater, kann er den redseligen Grenzwächter zunächst ablenken. Von diesem erfährt er, dass es in Wonnebalds Reich nur Hühnchen zu essen gibt und dass der König magenkrank ist, da er sich immer über den Zauberer Saufdichvoll ärgert. Als  Hinz zudem erfährt, dass es eine hohe Belohnung für Kaninchenfleisch gibt, macht er sich auf die Jagd. Anschließend begibt er sich zum Schloss, wo die drei königlichen Leibärzte, die sich hinsichtlich ihrer Therapieansätze uneins sind, von der Prinzessin wegen Nutzlosigkeit kritisiert werden. Gegen den Rat der Ärzte besteht Rosine darauf, dass der König Täubchen und Kaninchen zu sich nimmt, da sie entsprechende Träume hatte. Als Hinz am Schloss klingelt, überredet sie ihren Vater, den Kater vorzulassen und verteidigt Hinz auch gegen die Doktoren, die empfehlen, ihn zuzubereiten. Bei der Audienz überreicht Hinz König Wonnebald zwei Kaninchen. Zudem erzählt er von seinem reichen und attraktiven Herren, dem „Grafen von Carabas“ und erhält als Dank eine Rüstung und ein Schwert für Heinrich. Im Gegenzug überlässt er Rosine seinen Hut. Mit dem Auftrag, am nächsten Tag vier wilde Tauben zu bringen, macht sich Hinz wieder auf den Weg. Er trifft sich mit Heinrich auf der Wiese, überreicht ihm das Schwert und spricht über seine Pläne – aber Heinrich, der heftigen Hunger hat, hört nicht richtig zu. Sein Bruder Franz sucht inzwischen den Turm des Zauberers Saufdichvoll auf und wird von diesem in eine Ritterrüstung verwandelt. Am nächsten Tag bringt Hinz König Wonnebald die vier Tauben. Erneut schlägt er eine hohe Belohnung und auch das Angebot, in die Dienste des Königs zu treten aus, denn „der Lohn, den ich vom Grafen von Carabas erhalte, würde bestimmt die Staatskasse ruinieren“.
Um sich abzulenken, entschließen sich Wonnebald und Rosine, die Grenzen des Reiches zu inspizieren. Der König und seine Tochter sind neugierig und wollen bei der Gelegenheit den angeblichen „Grafen“ besuchen. Dieser wurde gerade von seinem Kater dazu überredet, in einem See zu baden, woraufhin Hinz Heinrichs Kleidung versteckt. Als die königliche Kutsche vorbeikommt, wird sie von Hinz angehalten, der berichtet, dass der „Graf von Carabas“ im See ertrinkt. Der König lässt Heinrich von seinen mitgereisten Lakaien retten und gibt zudem Anweisung, ihn mit Kleidung auszustatten. Nun will der König den angeblichen Grafen nach Hause bringen, woraufhin der Kater sie zum Schloss des Zauberers Saufdichvoll verweist. Während König Wonnebald und Rosine sich um Heinrich kümmern, läuft Hinz voraus. Auf dem Weg gibt er Bauern, die auf dem Feld arbeiten, die Anweisung, zu behaupten, diese Felder gehörten dem „Grafen von Carabas“. Hinz dringt ins Schloss des Zauberers ein und gerät mit Saufdichvoll ins Gespräch, der zunächst droht, den Kater in verschiedene Uhrmodelle zu verwandeln. Mit geschicktem Lob seiner Kompetenz, seines Rufs und seines Weines gelingt es Hinz, den Zauberer versöhnlich zu stimmen. Dann zeigt der geschmeichelte Saufdichvoll seine Zauberkunst und verwandelt sich erst in einen Hund und dann in einen Elefanten. Auf Vorschlag von Hinz verwandelt sich der Zauberer schließlich in eine Maus und wird vom Kater gefressen. Der schnappt sich den zurückgebliebenen Zauberstab und verwandelt die Uhren, die im Schloss herumstehen, zurück in Leute. Denen gibt er die Anweisung, dem „Grafen von Carabas“ zu dienen und diesen, sowie den König und die Prinzessin zu begrüßen, deren Kutsche gerade eintrifft. Entsprechend empfangen die Bediensteten König, Prinzessin und den angeblichen Grafen mit großem Jubel. Auf dem Weg durch sein neues Schloss wird Heinrich von einer der Ritterrüstungen angesprochen, in die sein Bruder Franz von Saufdichvoll hineingezaubert wurde. Die Bediensteten erhalten Befehl, Franz aus der Rüstung zu befreien, woraufhin sie ihn in der Rüstung aus dem Schloss abseilen. Als Franz auf dem Boden aufschlägt, kann er der Rüstung entkommen. Inzwischen berichtet der Kater dem König, dass der Zauberer Saufdichvoll umgekommen sei und dem Grafen sein Schloss verkauft habe. Zudem erfährt der König, dass sich Heinrich in Rosine verliebt hat, als dieser um ihre Hand anhält. Nachdem die Liebenden zueinander gefunden haben, beschließt der Kater, sich zurückzuziehen und zieht sich die Stiefel aus, um es sich hinterm Ofen gemütlich zu machen. Als Heinrich und Rosine heiraten liegt Hinz auf einem Samtkissen neben dem Altar.

### Unterschiede zur Vorlage
Die Geschichte vom gestiefelten Kater basiert auf mehreren Quellen, beispielsweise einem Kunstmärchen des italienischen Autors Giovanni Francesco Straparola.  Diese frühe Quelle aus dem Jahr 1553 nutzt einzelne Motive im Märchen Costantino fortunato, das in Straparolas Geschichtensammlung Le piacevoli notti enthalten ist. Die bekannteste fremdsprachige Version ist die französische Erzählung Le Maître Chat ou le Chat botté von Charles Perrault aus dem Jahr 1697. Eine bekannte deutsche Version der Geschichte stammt von Ludwig Tieck, der den Stoff genau hundert Jahre später als volkstümliches Bühnenstück aufbereitete. Außerdem ist eine Variante in der Märchensammlung der Brüder Grimm enthalten.

#### Namen
In Straparolas Version heißt der jüngste Sohn Costantino und ist die eigentliche Hauptperson der Geschichte, während bei Perrault der Kater in den Vordergrund rückt. In Tiecks Stück trägt der Besitzer des Katers den Namen Gottlieb, das Tier selbst heißt Hinze. In der älteren italienischen Version gibt die Katze, bei der es sich eigentlich um eine Fee handelt, immer den wirklichen Namen ihres Herren gegenüber Bediensteten und Leuten, die sie täuschen will, an. In der Version der Grimms sind sowohl Kater als auch Müllerssohn namenlos. Die Tarnidentität, die sich der Kater für seinen Herrn ausdenkt, wird bei Perrault Comte de Carabas genannt, was Tieck als Graf von Carabas übernimmt, während die Version der Grimms nur vom Grafen spricht. In der Version der Grimms bleiben auch Prinzessin und König namenlos. So ist es auch bei Tieck. Allerdings ist der König, der bei Tieck eine Willkürherrschaft führt, an den Ressourcen der Nachbarländer interessiert, wobei es sich um Rosinen handelt.

#### Figuren
In allen literarischen Vorlagen gibt es, wie im Film, drei Brüder – bei Perrault und den Grimms sind es Söhne eines eben verstorbenen Müllers. In Straparolas älterer Version ist die eigentliche Hauptfigur Costantino, der jüngste von drei Söhnen einer sehr armen Witwe, die ihren Söhnen – neben der Katze – nur einen Trog und ein Brett vererben kann.
Während in Perraults Kunstmärchen der vom Kater überlistete und danach gefressene Schlossbesitzer ein zauberkundiger Menschenfresser („ogre“) ist, regiert bei Tieck, der sein Stück zum Teil satirisch und gesellschaftskritisch angelegt hat, ein feudaler Herrscher namens „Popanz“. Im Märchen der Grimms handelt es sich, wie im Film, um einen Zauberer, allerdings wird dessen Name nicht erwähnt. Im Film ist Saufdichaus ein böser Mensch, der andere zum Spaß verzaubert – meistens in Uhren. Während Perrault und auch Tieck ihrerseits ebenfalls den Leser nicht im Unklaren über den schlechten Charakter des Zauberers lassen, werden dessen Charakterzüge in der Version der Grimms nicht näher angesprochen.

#### Handlungen
In allen Versionen sucht der Kater den Königshof auf, und bringt erlegte Tiere – meistens allerdings Rebhühner – im Namen des „Grafen von Carabas“, wobei dieser mal mehr, mal weniger in den Plan eingeweiht ist. Im Gegensatz zum Film, wo Hinz nur einmal gegenüber Unbeteiligten (Bauern auf der Waldwiese) die Anweisung gibt, zu behaupten, dass etwas dem „Grafen von Carabas“ gehöre, kommt dieses Motiv hingegen sowohl in der ältesten italienischen Version – hier ist es allerdings der „Messer Costantino Fortunato“ – als auch in Grimms Märchen häufiger vor. Auch bei Tieck eilt der Kater der Kutsche voraus und gibt den Personen, die er trifft, Anweisung zum Wohl des „Grafen von Carabas“ zu lügen. Hier ergeben sich allerdings theaterspezifische Dialoge, jeweils mit einem Wirt und mit einem Bauern („Kunz“), als der König vorbeikommt und sich nach dem Besitzstand erkundigt.
Die Überwältigung des Zauberers ist bei Perrault und Tieck quasi vorbereitet, da dieser, wie auch im Film, eindeutig als böse Figur geschildert wird. Im Märchen der Grimms wirkt die Ermordung des Zauberers wie ein willkürlicher Akt des Katers, der dadurch in erster Linie an den Besitz seines Opfers gelangen will. Bei Straparola wird zwar auch durch den Kater ein Schloss erobert, aber das läuft bedeutend gewaltfreier ab. Die Katze eilt hier ebenfalls der Kutsche voraus. Als sie beim Schloss eintrifft, das einem gewissen Valentino gehört, der aber derzeit nicht anwesend ist, überzeugt das Tier die Wächter, dass sie angegriffen werden und nur überleben, wenn sie behaupten, das Schloss gehöre „Messer Costantino Fortunato“, wenn dessen Kutsche eintrifft. Da der eigentliche Schlossherr zufällig auf der Anreise ums Leben gekommen ist, kann Costantino auf diese Weise das Schloss in Besitz nehmen.

## Hintergrund
Gedreht wurde zum Teil auf Schloss Burg (Vorhof, Rittersaal) und vor der Kulisse von Burg Hohenscheid (beides bei Solingen, Bergisches Land). Auch das Behelfsatelier befand sich auf Schloss Burg. Die Uraufführung des Films erfolgte am 2. September 1955 in Remscheid. Im Januar 1976 startete die US-Version des Films in den Kinos, bei der Paul Tripp als Erzähler agiert.

Drehorte
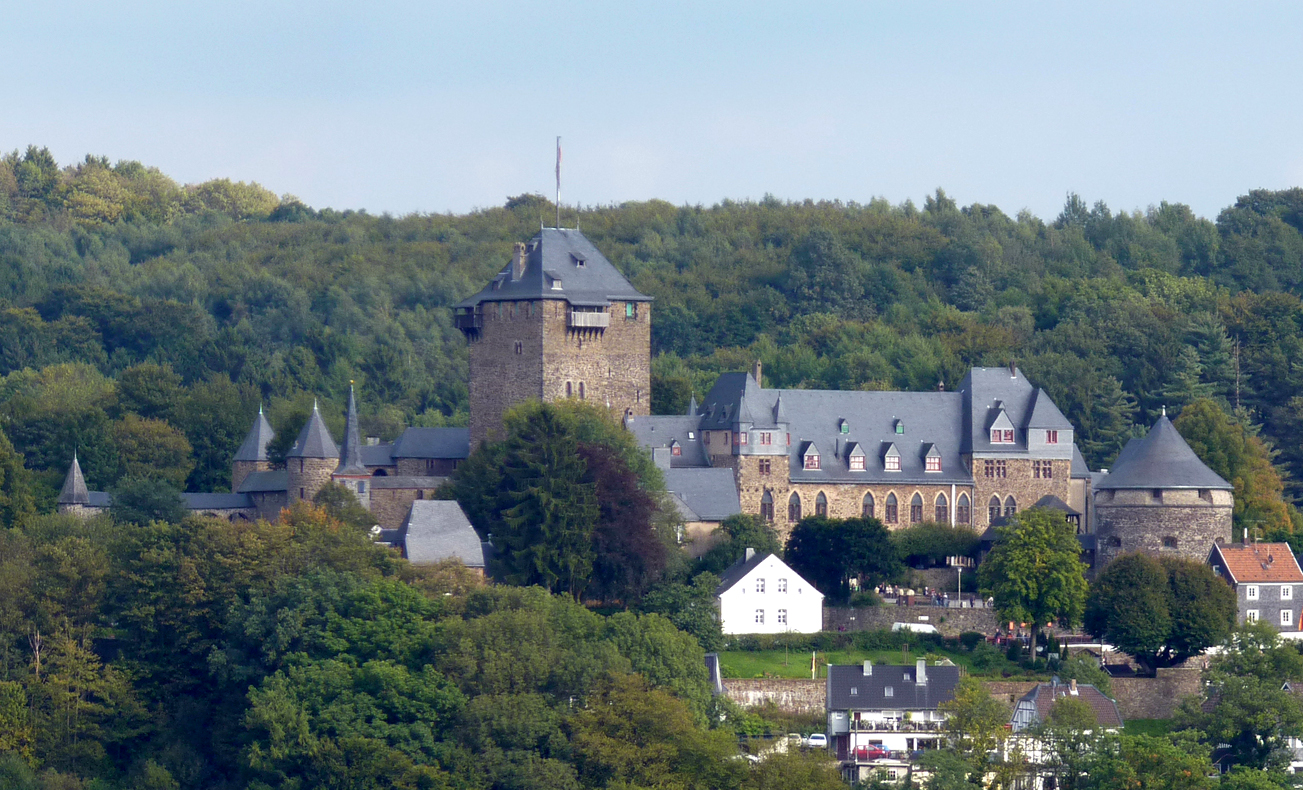
Schloss Burg diente als Kulisse für das Schloss des Königs und des Zauberers
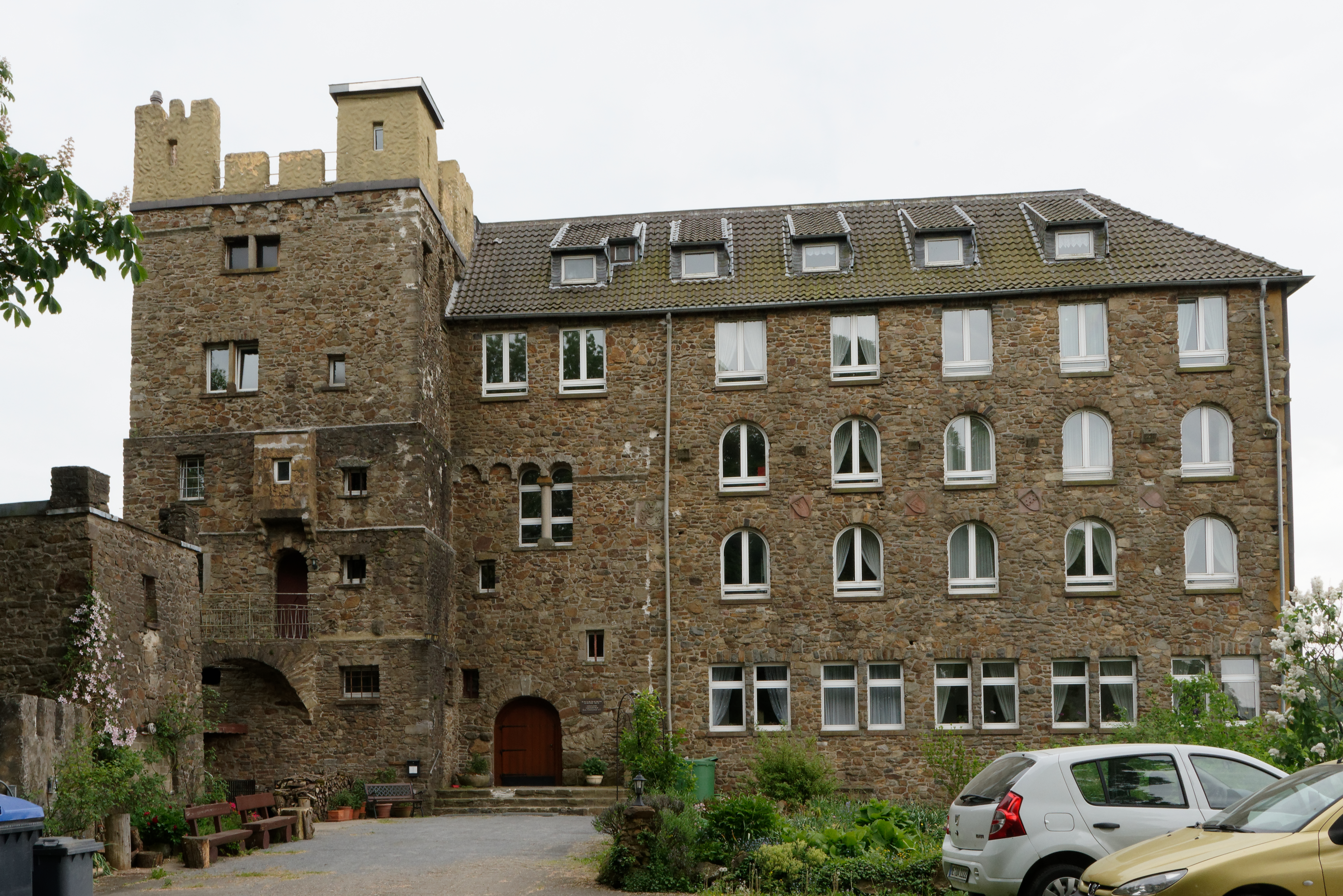
Burg Hohenscheid

## Auszeichnungen
Die FBL verlieh dem Film das Prädikat wertvoll.

## Kritik
Das Lexikon des Fantasy-Films bezeichnet den Film als „einigermaßen werkgerecht, wenn auch total anspruchslos“; das Lexikon des internationalen Films als „kindgerecht inszeniert und gut gespielt“.